# Biophytum zunigae
Biophytum zunigae är en harsyreväxtart som beskrevs av Cirilo Nelson. Biophytum zunigae ingår i släktet Biophytum och familjen harsyreväxter. Inga underarter finns listade i Catalogue of Life.